# 徐其海
徐其海（1913年—1984年），中国人民解放军将领、中国人民解放军开国少将。
曾任中国人民志愿军46军副军长。1955年，授予中国人民解放军少将。